# Шрапнель

Принцип дії шрапнельного снаряда

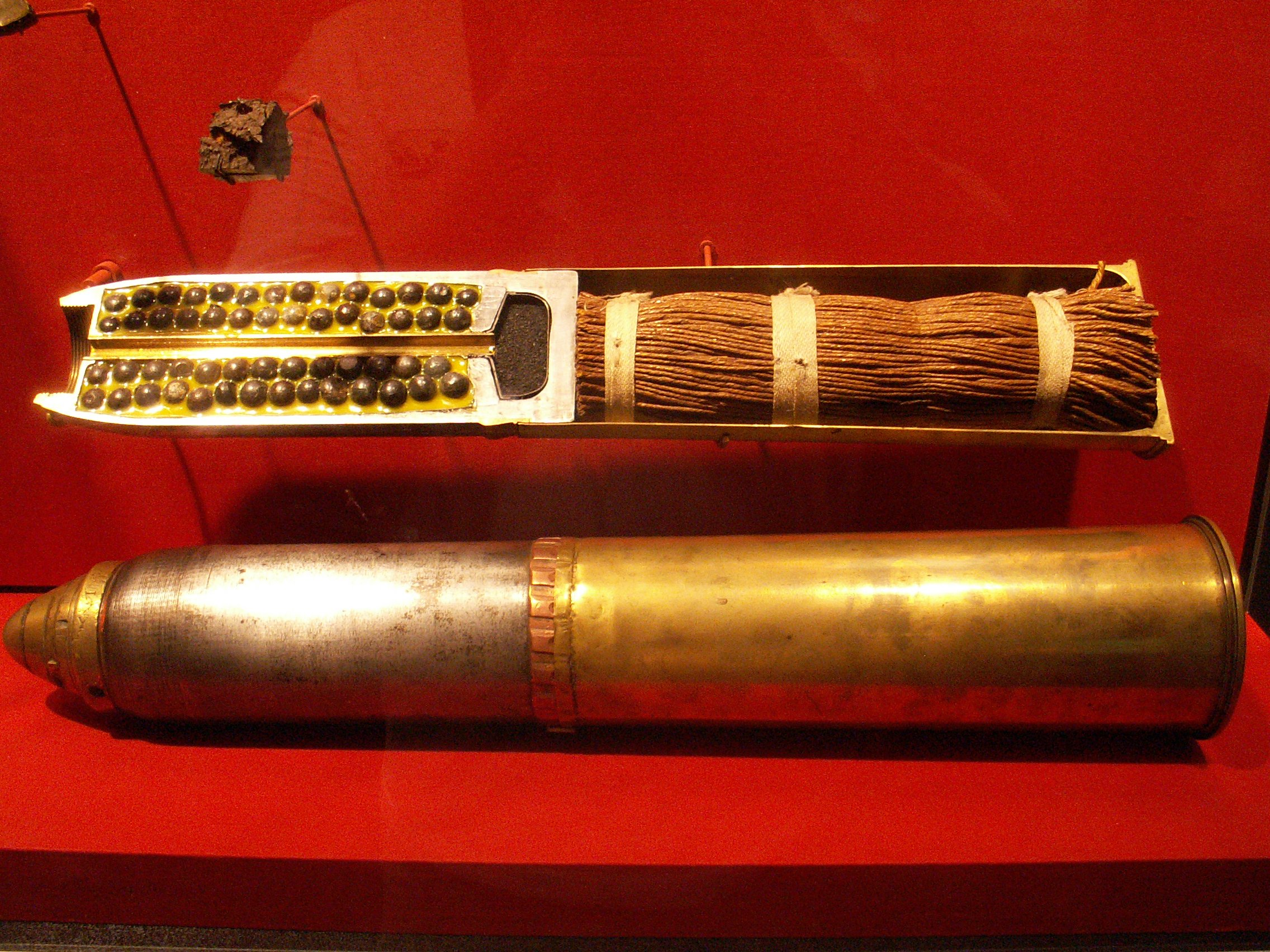
Шрапнельний артилерійський снаряд

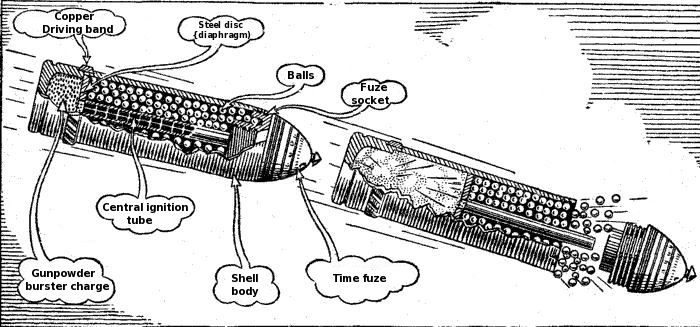
Схематичне зображення розриву британського снаряда зі шрапнеллю

Шрапне́ль (від прізвища винахідника — британського офіцера англ. Генрі Шрепнела) — у військовій справі — артилерійський снаряд основного призначення з готовими уражаючими елементами, призначений для завдання ураження живій силі, що розташована відкрито, а також військової техніки противника.

## Історія
Свою назву шрапнель отримала від прізвища англійського артилериста Генрі Шрепнела (англ. Henry Shrapnel), який розробив боєприпас подібного типу, що був прийнятий у 1803 році на озброєння армії Великої Британії. Вперше вона була застосована у 1808 році в битві при Вімейру.
Шрапнель являла собою тонкостінну склянку з вибивним зарядом з димного чорного пороху, заповненою металевими кульками (шрапнельними кульками) або пірамідками. Підрив вибивного заряду здійснювався за допомогою так званої трубки — детонатора з можливістю установки її спрацьовування після закінчення заданого часу при ударі об перешкоду, або після вильоту із каналу ствола гармати. Стрільба шрапнеллю велася таким чином, щоб при розриві снаряда на низхідній гілці траєкторії польоту викинуті кулі накривали бажану область земної поверхні. При цьому їх уражаюча дія забезпечувалася кінетичною енергією всього боєприпасу до розриву, а не дією вибивного заряду. Останній призначений для забезпечення формування конуса розсіювання готових уражаючих елементів і не був здатний самостійно забезпечити їм достатню кінетичну енергію. Хмара диму, що утворюється при розриві полегшувала коригування вогню.
В артилерійську практику XVIII століття міцно увійшла картеч — боєприпас для ураження живої сили противника, який по суті перетворював гармату в дуже великий дробовик: замість ядра в гарматний ствол заряджалися кілька сотень металевих куль, укладених в оболонку, котра легко згоряла. Постріл таким «дробом» був здатний завдати величезної шкоди ворожій піхоті або кінноті на близькій відстані, але на дистанції понад 400–600 метрів ефективність картечі різко падала через низьку ймовірність влучення в ціль внаслідок розсіювання куль, а також зниження їх забійної дії через неоптимальну аеродинамічну форму та опір повітря. Артилеристи різних країн почали шукати способи поширити ефективну дію картечі на великі дальності. Як наслідок, вони дійшли до ідеї доставки куль (вражаючих елементів) до району цілі всередині спеціального снаряда з порожниною, що вистрілювався з гармати, й що викидалися в потрібний час за допомогою вибивного заряду. Генрі Шрепнел першим вирішив технічні, виробничі та організаційні проблеми, що виникали при цьому, і це дозволило армії Великої Британії розпочати широко вводити новий боєприпас.
Шрапнель швидко знайшла попит в усіх арміях світу, хоча вимагала для свого успішного застосування високого вишколу артилеристів, що іноді, в ряді випадків межував з високим мистецтвом, коли справа доходила до стрільби з закритих вогневих позицій. Розвиток артилерійської справи та поява таблиць стрільби дозволили до початку Першої світової війни поставити застосування шрапнелі на наукову основу.
У результаті в початковій маневровій фазі бойових дій шрапнель продемонструвала високу ефективність — широко відомий факт ураження понад 700 осіб та приблизно такої ж кількості коней 21-го прусського драгунського полку лише 16 шрапнельними пострілами калібру 75 мм 6-ї батареї 42-го полку французької армії. Однак, з переходом до позиційної війни і після введення захисних шоломів (касок) шрапнель втратила свою результативність та у 30-х рр. 20 століття була певною мірою витіснена, хоча і не повністю, потужнішими осколковими та фугасними гранатами.
В кінці 60-х рр. 20 ст. з'явилися артилерійські снаряди типу шрапнелі, споряджені стрілоподібними стрижнями, для ураження неукритої живої сили противника.
Наприкінці 20 — на початку 21 століття шрапнель у вигляді боєприпасів з кулястими кулями практично не застосовується, але її «спадкоємцем» стали снаряди зі стрілоподібними вражаючими елементами, які аналогічні за ідеєю та принципом застосування. Наприклад, в американському 105-мм снаряді знаходиться до 8 тис. таких стрижнів (довжина 24 мм, маса 0,5 г), які викидаються зі снаряда внаслідок відцентрових сил і тиску порохових газів вибивного заряду і розсіюються у вигляді конуса. У Радянському Союзі був розроблений 122-мм артилерійський постріл цього типу 3Ш1 для гаубиць М-30 і Д-30, що має високу ефективність проти відкрито стоячих легкозахищених цілей. Його позначення — буква «Ш» вказує на певний ступінь спадкоємності зі старими шрапнельними боєприпасами, які маркувалися цією літерою.